# Taux de natalité
Ne doit pas être confondu avec Taux de fécondité.
Le taux de natalité (ou taux brut de natalité) est le rapport entre le nombre annuel de naissances vivantes et la population totale moyenne sur une période et dans un territoire donnés. Il s'exprime souvent en pour mille (‰).

## Calcul
TN s'exprime habituellement en ‰ (pour mille). Le taux de natalité se calcule :
{\displaystyle TN={\frac {n}{p}}.{1000}}
n est le nombre de naissances par année et p est la population totale moyenne au cours de la même année, souvent estimée comme la moyenne des effectifs de cette population en début et en fin d'année.

Carte du taux de natalité en 2017 (données du CIA World Factbook).

## Évolution
| Pays       | 2019           | 1960 |
| ---------- | -------------- | ---- |
| Niger      | 46 ‰           | 53 ‰ |
| Ouganda    | 37 ‰           | 50 ‰ |
| Pakistan   | 28 ‰           | 48 ‰ |
| Algérie    | 23 ‰ (en 2018) |      |
| Inde       | 20,6 ‰         | 43 ‰ |
| Australie  | 13 ‰           | 22 ‰ |
| Russie     | 12 ‰           | 24 ‰ |
| États-Unis | 12 ‰           | 24 ‰ |
| France     | 11 ‰           | 18 ‰ |
| Chine      | 12 ‰           | 37 ‰ |
| Japon      | 7 ‰            | 17 ‰ |
| Monde      | 18 ‰           | 35 ‰ |

## Utilité et limitations
Il sert aux études statistiques des populations, notamment des populations humaines. Il ne permet pas facilement d'effectuer des comparaisons dans l'espace et le temps, car il est affecté par la structure par âge de la population, et plus précisément par la distribution par âge des femmes adultes jeunes dans la population totale : pour les mêmes taux de fécondité par âge, une population avec une proportion élevée de femmes adultes jeunes aura un taux de natalité supérieur à celui d'une population ayant un pourcentage plus faible de femmes d'âge fertile.
Cette distribution diffère entre pays et régions et varie au cours du temps, mais moins que la distribution par âge de l'ensemble de la population. Le taux de natalité est ainsi moins affecté par la composition par âge de la population que le taux de mortalité.